# Leon Henze
Leon Henze (* 9. März 1992 in Wolfenbüttel) ist ein deutscher Fußballspieler.

## Karriere
Leon Henze spielte bis zum Alter von elf Jahren beim TSV Destedt im Landkreis Wolfenbüttel, bevor er nach Wolfsburg kam, wo er die Freie Waldorfschule besuchte. Nach drei Jahren beim Stadtteilverein SV Reislingen-Neuhaus, ging er 2006 in die Jugend des Bundesligavereins VfL Wolfsburg. 
Bei den Niedersachsen spielte er in der U-17 in der Juniorenbundesliga Nord/Nordost und wurde Kapitän der Mannschaft, 2009 wurden sie Erster und kamen bis ins Halbfinale der deutschen Meisterschaft. Danach hatte er aber mit komplexen gesundheitlichen Problemen zu kämpfen und fiel eine ganze Saison komplett aus. Trotzdem war er 2010 in der U-19 sofort wieder Kapitän. Auch mit dieser Mannschaft errang er den Sieg in der Liga und zum Abschluss seiner Juniorenzeit gewann er diesmal den deutschen Meistertitel der A-Jugend.
Mit Auslaufen seines Vertrags wollte Henze aber unbedingt in ein neues Umfeld wechseln und erwartete unter Profitrainer Felix Magath keinen einfachen Sprung ins Bundesligateam. Deshalb wechselte er zum SV Werder Bremen, wo er sofort in den Kader der Drittligamannschaft aufgenommen wurde.  Vom ersten Spieltag der Saison 2011/12 an stand der Mittelfeldspieler in der Startformation der U-23 der Hanseaten.

## Erfolge
- Deutscher A-Jugend-Meister 2011 mit dem VfL Wolfsburg